# Episodi di Hill Street giorno e notte (seconda stagione)
La seconda stagione della serie televisiva Hill Street giorno e notte è stata trasmessa in anteprima negli Stati Uniti d'America dalla NBC tra il 29 ottobre 1981 e il 13 maggio 1982.
| nº | Titolo originale                           | Titolo italiano | Prima TV USA     | Prima TV Italia |
| -- | ------------------------------------------ | --------------- | ---------------- | --------------- |
| 1  | Hearts and Minds                           |                 | 29 ottobre 1981  |                 |
| 2  | Blood Money                                |                 | 5 novembre 1981  |                 |
| 3  | The Last White Man on East Ferry Avenue    |                 | 12 novembre 1981 |                 |
| 4  | The Second Oldest Profession               |                 | 19 novembre 1981 |                 |
| 5  | Fruits of the Poisonous Tree               |                 | 3 dicembre 1981  |                 |
| 6  | Cranky Streets                             |                 | 10 dicembre 1981 |                 |
| 7  | Chipped Beef                               |                 | 17 dicembre 1981 |                 |
| 8  | The World According to Freedom             |                 | 7 gennaio 1982   |                 |
| 9  | Pestolozzi's Revenge                       |                 | 14 gennaio 1982  |                 |
| 10 | The Spy Who Came in from Delgado           |                 | 21 gennaio 1982  |                 |
| 11 | Freedom's Last Stand                       |                 | 28 gennaio 1982  |                 |
| 12 | Of Mouse and Man                           |                 | 11 febbraio 1982 |                 |
| 13 | Zen and the Art of Law Enforcement         |                 | 18 febbraio 1982 |                 |
| 14 | The Young, the Beautiful and the Degraded  |                 | 25 febbraio 1982 |                 |
| 15 | Some Like It Hot-Wired                     |                 | 18 marzo 1982    |                 |
| 16 | Personal Foul                              |                 | 25 marzo 1982    |                 |
| 17 | The Shooter                                |                 | 6 maggio 1982    |                 |
| 18 | Invasion of the Third World Body Snatchers |                 | 13 maggio 1982   |                 |